# Adam Kreek
Adam Kreek, född den 2 december 1980 i London, Ontario, är en kanadensisk roddare.
Han tog OS-guld i åtta med styrman i samband med de olympiska roddtävlingarna 2008 i Peking.